# هارتموت بريسنيك
هارتموت بريسنيك (بالألمانية: Hartmut Briesenick) هو متسابق رمي جلة ألماني ولد في يوم 17 مارس 1949 في براندنبورغ في ألمانيا. أبرز إنجازاته هو فوزه بالميدالية البرونزية في دورة الألعاب الأولمبية الصيفية 1972 في ميونخ. كما فاز بميداليتين ذهبيتين في بطولة أوروبا.